# 大怪獣空中戦 ガメラ対ギャオス
『大怪獣空中戦 ガメラ対ギャオス』（だいかいじゅうくうちゅうせん ガメラたいギャオス）は、大映が製作し、1967年（昭和42年）3月15日に公開された日本の特撮映画作品。昭和ガメラシリーズ第3作。同時上映は『小さい逃亡者』。総天然色、大映スコープ、87分。ガメラシリーズの代表的な敵キャラクターであるギャオスの初登場作品である。

## あらすじ
富士火山帯に属する明神礁・三宅島雄山が噴火。さらに富士山が噴火し、噴火の熱におびき寄せられガメラが飛来し、炎を食い始める。ガメラの調査のために記者会見が行われ、取材陣や科学者を乗せたヘリコプターが飛び立ったが、二子山上空で地中から放出される緑色の光を目撃後、突如黄色い怪光線によって真っ二つにされ墜落する。
一方、中央自動車道建設予定地である二子山そばの山村では、金丸村長の旗振りのもと、用地賠償金の吊り上げを狙った「反対同盟」の激しい妨害が続いており、早期決着を迫る道路公団開発局との間で、工事責任者の堤主任は頭を悩ませていた。金丸村長の孫・英一は二子山を遊び場にしていたが、怪光現象の取材にやってきた新聞記者（岡部カメラマン）に案内を頼まれて共に二子山に向かい、不気味な洞窟に入ったところで突然の地震に見舞われる。英一を見捨てて逃げ出した記者は、巨大な手に捕まれ、空中高く持ちあげられる。記者の眼前に迫る、超音波怪獣ギャオスの巨大な顔。記者はギャオスに食われてしまい、続いて英一が捕まえられる。二子山の怪光現象は、富士火山帯の異常活動によって目覚めた怪獣ギャオスの巣穴が放ったものだったのだ。
駆け付けた堤たち建設作業員の目の前で、今まさにギャオスに食われそうになる絶体絶命の英一。そこへ間一髪、ガメラが飛来。ギャオスは甲高く叫ぶとともに、その口から黄色い怪光線が放たれ、光線はガメラの腕を鋭く斬り裂く。調査団のヘリを切断したのはこのギャオスの超音波メスであり、彼らはすべて人食い怪獣ギャオスに捕食されていたのだ。ガメラは英一を甲羅に乗せて脱出し、遊園地で降ろしたあと、海底深くに沈んで傷の治癒に努める。
英一の証言によって怪獣はギャオスと正式に名付けられ、その人肉を好む生態が明らかになり、ただちに防衛隊の空陸一体作戦による戦闘機攻撃が始まった。しかしギャオスの超音波メスの前に、たちまち全滅してしまう。「ギャオスはおやつ前には出てこない」との英一の言葉から、夜行性のギャオスの性質が明らかとなり、堤主任の提案で強力照明弾「AGIL」が使用され、ギャオス封じ込め作戦が採られる。工事現場では作業員の離脱が相次ぎ、堤と熊、八公の3人が残るのみとなった。一方、村でもギャオスのために家畜が全滅し、深刻な被害が地元を襲う。
やがて空腹となったギャオスは「AGIL」照明弾を潜り抜け、夜間名古屋市上空へ侵入。名古屋城天守閣を超音波メスで破壊、新幹線の乗客を食らい、蹂躙の限りを尽くす。光に弱いギャオス対策のために、照明を全開にした中日球場が緊急避難所となり、不安におののく大勢の人々。そのとき、ギャオスの前に傷の癒えたガメラが飛来。名古屋上空に、激しい大怪獣空中戦が展開される。ギャオスが腹から出す霧状の黄色い消火液によってジェット噴射を止められたガメラは伊勢湾に落ちるが、ギャオスの脚をくわえ、海に引きずり込もうとする。夜明けが近づき空が赤らみ始めると、ギャオスは頭を紫色に光らせ、にわかに苦しみ出す。ギャオスは苦し紛れに自らの足を超音波メスで切断し、二子山へと逃げ帰るのだった。
翌朝、名古屋港に流れ着き対策本部に接収されたギャオスの片脚は、紫外線を浴びてみるみる縮んでいく。ギャオスは日光、紫外線を浴びると細胞が死滅する完全夜行性の動物だったのだ。そのころギャオスは巣穴で、失った片足首を一晩で再生させていた。「ガメラは回転しなかったから甲羅の上でも目が回らなかった」との英一の言葉から新作戦が決定。人工血液の噴霧でギャオスをおびき寄せ、ホテルの回転展望ラウンジで目を回させ、夜明けまで足止めさせる「回転作戦」が実行に移される。作戦は成功するかに見えたが、無理な電圧に回路がショート、夜明けまであと少しのところで失敗してしまう。
一方村ではギャオス出現による高速道路ルート変更決定のために、村人たちと金丸村長の仲違いが始まった。激しく責め寄る村人を泣いて追い返す英一に、金丸は欲に駆られた自らの浅ましさを恥じ、英一の言に従って持ち山に火を放ってガメラを呼び寄せることを決意する。激しい山林火災に急行し、胸から黄色い消火液を噴霧するギャオス。そのとき英一たちの目の前に、ガメラがやってくる。英一の声援を背に、ガメラとギャオスの二大怪獣の最後の戦いが始まった。ガメラは切断光線に苦慮しつつも一瞬の隙にギャオスを急襲、背後から首に噛みつく。やがて夜明けを迎え、弱々しくも抵抗するギャオスをガメラは腹で抱え込むように飛び立ち、富士山火口に引きずり込む。火口から放たれた一筋の光はギャオスの断末魔だった。
人々に笑顔が戻り、堤と村長、村人たちもそれぞれ和解する。そして英一は火口から飛び去っていくガメラをいつまでも見送るのだった。

## 解説
本作品は、政府による日本映画界の救済を狙った海外輸出のために、「社団法人・映画輸出振興協会」による輸出映画産業振興金融措置の融資を受けて、製作された映画である。ゆえに、次作の『ガメラ対宇宙怪獣バイラス』以降は海外のバイヤーからの要請で外国人のキャストが登場するようになり、より子供向けの方向性を歩むこととなった。本協会の設立には永田雅一の影響も大きかったとされており、『大怪獣空中戦 ガメラ対ギャオス』の他にも『大魔神逆襲』やその他の大映作品、『大巨獣ガッパ』や『宇宙大怪獣ギララ』などの他の会社の作品も融資を受けることとなった。
本作品の制作当時、東宝は「世界四大モンスター」のうち、「フランケンシュタイン」、「キングコング」の二大キャラクターを自社の特撮作品の題材として映画化していた。湯浅憲明ら大映のスタッフはこれに対抗して、世界市場に通用する「世界モンスター第2位」の「ドラキュラ伯爵」を題材に選び、その怪獣翻案として、『大怪獣空中戦 ガメラ対バンパイヤー』との企画を立てた。この吸血怪獣「バンパイヤー」が光を嫌う夜行性の吸血コウモリの怪獣「ギャオス」となり、本作品『大怪獣空中戦 ガメラ対ギャオス』として完成した。
1作目でガメラが灯台を襲った際に、子供を手のひらに乗せて助けたシーンが、観客である子供たちに大反響を呼んだことから、大映本社や本式担当となったプロデューサーの永田秀雅（英語版）の意向で、本作品からこのシリーズは子供を対象にした娯楽映画へと路線変更された。ただし、現場スタッフは急激な変更は採らず、山奥を開発する企業と土地の値上げを狙って開発を反対する山奥の村の人々のエゴが描かれる点において、前作のドラマ志向を引き継いだ作劇が行われていて、脚本担当の高橋二三も、「『ガメラ対ギャオス』までは子供向けではなかった」と語っている。とはいえ、湯浅、永田の念願である「子供の味方」というガメラの性格はこの映画で決定づけられることとなった。
高橋によると東宝で「ゴジラシリーズ」を監督として支えた本多猪四郎が、公開当時本作品を観て感激し、「素晴らしい内容だった、ぜひ一度一緒に仕事がしたい」と絶賛する年賀状を送ってくれたという。これには高橋らもゴジラに対する後発の負い目が吹き飛ぶ思いだったといい、「私がゴジラを意識してなくても、本多さんはガメラを意識してくれていた。嬉しかった」と語っている。
劇中の「科学センター」のビルは開業前のホテルニューオータニをモデルにしたが、永田はホテルの社長から直接電話で「永田君ひどいよ、うちはまだオープンもしてないのに、ガメラが壊しちゃったじゃないか」と怒られたという。ガメラ映画では外国輸出を意識して、日本の名所を舞台に採り入れているが、皇室の人からは笑いながら「まさか宮城は壊さないでしょうね」と聞かれたという。
前作『大怪獣決闘 ガメラ対バルゴン』よりは予算が縮小されたとは言え、通常予算の3倍の「A級予算」を組んで作られた大映ガメラ映画は、本作品が最後である。この予算縮小のため、本作品からは湯浅が本編と特撮の両方を監督担当することとなり、この体制は以後のシリーズに続いていった。
この映画においては、二大怪獣の能力の違いがはっきりしており、それが印象的に描かれ、強い緊張感を見せた。つまり陸上戦と水中戦を得意とし、「空は飛べるものの飛ぶ以外のことは出来ない」というガメラに対して、空中戦を得意とし、「地上は不得手、水中には入れない」というギャオスという運動性能面の対比、また「硬い甲羅に覆われて接近戦に優れたガメラ」と、「防御力は弱いが何でも切れる遠距離武器を持つギャオス」という戦闘能力の対比が見所となっている。特に中盤の名古屋沖の戦いは絶品で、空中戦でたたき落とされたガメラに追いすがるギャオス、海上に落ちるや、接近するギャオスに噛みついて水中に引きずり込もうとするガメラに必死で逃れようとするギャオスのシーンを強く印象づけている。

## 登場怪獣

### ガメラ
造型はエキスプロダクション。前作『大怪獣決闘 ガメラ対バルゴン』のぬいぐるみの、顔つきを修正したもの。鋭かった目つきが、子供の味方らしく優しいものにされている。
前作まで人が入ったままガメラに火を吹かせることがあったが、さすがに「危険過ぎる」との意見で、第1作で作られた上半身のみのぬいぐるみに炎を吐く仕掛けを仕込み、撮影に使われた。ラストシーンで富士山火口を登るモーター仕掛けで手足の動くミニチュアも、第1作で作られたものの流用である。このミニチュアはその後のシリーズすべてで使われている。
「英一少年がガメラの甲羅に乗る」という本作品のハイライトシーンのために、20メートル四方の巨大なガメラの甲羅が作られた。また本作品では機電を組み込んだ回転ジェット用の等身大ミニチュアが用意され、ギャオスとぶつかり合わせている。ジェット噴射は棒の先に火種をつけたもので着火していた。この火薬は1分半ほどしか燃焼時間が無く、高速度撮影でもたせているが、無駄のないよう着火のタイミングを合わせるのが大変だったという。火薬は一本3,000円（当時）したため、4本使う回転ジェットでは1カットに合計12,000円かかった。次作『ガメラ対宇宙怪獣バイラス』では脚だけ引っ込めて飛ぶミニチュアが使われたが、これは火薬の数を減らすための予算削減の工夫だった。

### 超音波怪獣 ギャオス
コウモリをモチーフにした飛行怪獣。劇中では英一少年の「鳴き声がギャオーって聞こえるから」との言から「ギャオス」と名付けられたが、この「ギャオーって鳴くからギャオス」という思いつきは、実際は大映専務の永田秀雅によるものだった。首の骨が音叉のように二股になっており、このため鳴き声が超音波振動を起こしレーザーメスとなるという設定。青木博士は過去にも現在にも類似した動物が存在しないため、ギャオスを「怪獣類」に属する生物と分類している。ポスターや各種宣材では「人喰いギャオス」とうたわれ、「人を食う」というキャラクターが強調された。
デザインは井上章、造型はエキスプロダクション。八木正夫を中心に、白熊栄次らによって人の入るタイプのぬいぐるみが、羽根を拡げたタイプと畳んだタイプの二体造られた。当初は腹周りの段差が二段しかなかったが、「迫力に欠ける」との意見で撮入前に蛇腹状に修正された。鈴木昶によって目と耳に電飾が仕込まれ、体色塗装は村瀬継蔵が行っている。
飛行操演用には6尺、3尺、1尺サイズのミニチュアが使われた。ポーズの違うものやパーツ別のものを合わせ、30種ほど作られたという。ギャオスが人工血液の噴霧装置の周りを飛ぶシーンでは、画面手前を6尺、画面奥を3尺サイズのミニチュアを飛ばし、遠近感を出している。また、3人がかりで指を動かす実物大の手も造られている。製作者であるエキスプロの八木正夫は、1995年にもテレビコマーシャル用に本作品のギャオスを再現制作している。

## 特撮

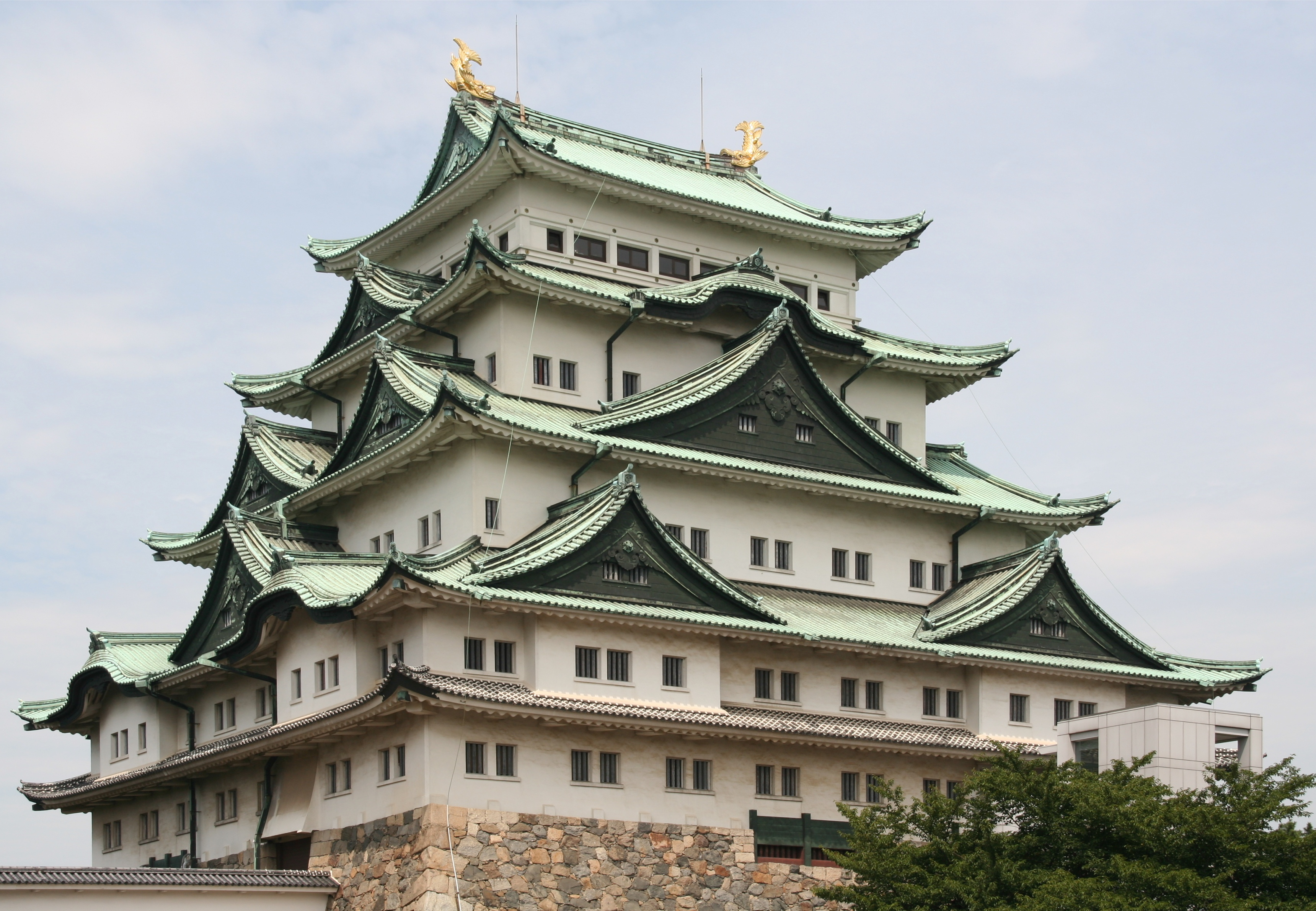
ギャオスの超音波メスによって破壊される名古屋城の天守閣。

同様にギャオスによって破壊された0系新幹線。

前作に続いて、特撮シーンの撮影には特殊造形スタッフのエキスプロが全面協力しており、怪獣の機電関係やミニチュアの操演などを担当している。
大映は東京と京都に撮影所を二つ持っていたが、現像所は持っていなかった。このため、ギャオスの発する超音波メスの光学合成は、フィルム1カットにつき3,500円（当時）かかった。作画合成だと30,000円かかり、予算が潤沢だった前作『ガメラ対バルゴン』に比べ、予算が縮小された本作品ではまず「予算に直結するこの超音波メスをギャオスに何発吐かせるか」が問題となったという。
このギャオスの超音波メスで車を両断されながらもなおもこれを走らせ、特ダネに拘る中日新報記者のギャグシーンがあるが、この「真っ二つになった自動車」は、東京モーターショーに出展されていたトヨタ自動車の内部展示用の車両を、脚本担当の高橋二三が見つけてきて借りたもの。左右それぞれの切断車体を戸板に載せ、補助輪を付けて走らせた。湯浅監督によると、あまりの記者魂に、ギャオスが「恐れ入りました」と頭を下げるシーンは公開時、劇場でも大爆笑だったという。撮影は「小金井自動車試験場」前で行われ、以後、湯浅らはこの場所を「ガメラ街道」と呼んでいたそうである。
ギャオスの巣穴に続く洞窟は井上章が作ったが、監督の湯浅は「奥行きが足りない」と井上とケンカしたという。予算節約のためこのセットは手直しして、ギャオスが脚を再生するシーンの巣穴に再利用した。
ドラキュラの翻案怪獣であるギャオスは夜明けが苦手ということで、名古屋港でのガメラとの攻防は、夜空のホリゾントを朝焼けの空に塗り替えて撮影された。この背景ホリゾントは手間をかけ、都合2回も塗り直されたという。ところが、本作品の初号プリントが現像所から上がってきて試写が行われた際に、夜空をバックにギャオスが足首をガメラに食いつかれてもがくシーンで、背景が朝焼けのカットが1カット紛れ込んでいた。予算の関係もあり、編集用のラッシュフィルムは白黒で現像していたため、背景の色の違いに気づかずにそのまま編集されてしまったのである。このため、夜空がバックのカットを焼き増ししてつなぎ、つじつまを合わせたものの、編集点でコマ飛びを起こし、ギャオスが同じ動きを繰り返す不自然なものとなっている。
題名に「大怪獣空中戦」とうたわれているだけあって湯浅監督はガメラとギャオスの空中戦描写に力を入れたという。両怪獣の空中戦は、主に移動背景を使って行われた。調布の大映東京撮影所の横には京王線が通っている関係で、京王電鉄から線路のレールを借りてきて撮影所内に敷き、トロッコに6間（約10メートル）の長いホリゾント板を載せて滑らせ、両怪獣のミニチュアの操演と絡ませて、スピーディーな空中カットを実現させている。新聞記者がギャオスにつかまれて持ち上げられるカットもこの手法。ガメラとギャオスの飛行ミニチュアは、遠景では5尺、演技の入るシーンでは6尺のミニチュアを使い、ほとんどのシーンは3尺のミニチュアで撮影された。
ギャオスからの避難場所として中日球場が登場するが、実際はこのロケは当時大映系列の東京オリオンズ本拠地の東京スタジアムで撮影されたもので、それを実際の中日球場の映像（広告看板や得点掲示板など）と合成されて作られた。外野席で上空を見上げる避難民のロングショットは作画。内野グラウンドの避難民のアップショットは大映撮影所内の空き地である。ギャオスがのぞく新幹線線路の土手は多摩川土手で撮影した。「土手つなぎ」という手法を使い、土手のラインを境に合成マスクを切っている。
宇宙科学センターのそばの遊園地の観覧車は、二子玉川園でロケした。英一少年が甲羅伝いに観覧車に乗り移るシーンは衣装部の小柄なスタッフが吹き替えた。カーブした道路を進み、橋を渡ってセンターにパトカーやジープが向かうミニチュア特撮は湯浅も自信のカットで、これは地面にレールを埋め、その上をミニチュアの車両を走らせたもの。
シリーズで初めて、ガメラが足だけのジェット噴射で飛行する場面が登場する。回数は一度だけで、飛行というよりギャオスに対する飛び掛りのような形であったが、以降のシリーズでは回転ジェットに並ぶ飛行スタイルとして定着していくことになる。

### 湯浅による演出
前作『大怪獣決闘 ガメラ対バルゴン』では特撮監督を務めた湯浅憲明は、予算の縮小された本作品では本編と特撮の監督を兼任している。「怪獣映画が大好き」という湯浅は、「出来れば全編怪獣だけが出てくる映画をやりたかった」と述べているほどで、本作品でも観客である子どもたちを飽きさせない、さまざまなアイディアを脚本の高橋二三とともに組み込み、サービス満点の「怪獣映画」に仕上げている。
湯浅によると、前作『対バルゴン』のあとスタッフで反省会があり、「怪獣が出てこないと観客の子供たちが画面に集中しない」との意見から、本作品では冒頭からスピーディーにギャオス出現につなぐ演出となっている。また、劇中で英一少年がガメラに乗る場面での、劇場での子供たちの歓声はすさまじいものだったそうで、以降の作品で、より子供の視点にあわせた作風となるきっかけとなった。ガメラが海底で傷から血を流すシーンと、囲炉裏端で英一が火傷しそうになるシーンがダブらされるが、これも湯浅によれば、英一とガメラの心のつながりを表現した演出だった。ギャオスが新聞記者を食べるショッキングなシーンがあるが、記者は英一を見捨てて逃げた「悪い人」として描かれており、ここはちゃんと因果応報を描くことで、子供が必要以上に怖がらないよう配慮しており、『対バルゴン』での描かれ方との違いだという。
ギャオスを始め、ガメラ映画の敵怪獣は身体にさまざまな武器を備えているが、これは米国のテレビ番組『スパイ大作戦』などからの影響だったといい、こうしたアイディアを凝らした怪獣同士の戦いに注力し、自衛隊の活躍場面などは意図的に短くしたという。また怪獣の描写にカットを多用し、こういったカット割りの多さが大映特撮の特徴と言われるゆえんであると述べている。
劇中ではギャオスの性質について、対策本部で科学者たちによる科学解説が入るが、湯浅は「怪獣が出現する時点で理屈ではない。怪獣映画に理屈を持ち込むべきでない」として、本来はこういったシーンは「大嫌いだ」と語っている。このため、青木博士は東宝映画の博士のように活躍しないのだという。ギャオスが脚を再生させるシーンが対策会議の前後に挿入されるが、これも湯浅によると「大嫌い」な会議のシーンで間延びさせないための工夫だという。
英一少年が大人たちの対策本部に割り込んでアイディアを連発するが、これも脚本家の高橋二三と「全部子供に考えさせることにしよう」と打ち合わせたもので、湯浅自身の「真実はすべて純粋な子供の目に映るものだ」という考えから、劇中の「大人たち」や青木博士には、あまり活躍の場を与えていない。これは全シリーズ共通のメッセージだそうで、湯浅は「夢というのは無茶苦茶の中にあると思う」と語っている。

## キャスト
本作品は名古屋近辺を舞台とするが、撮影は調布の大映東京撮影所近辺で行われ、名古屋弁を話す登場人物は1人もいない。劇中で怪獣「ギャオス」の名付け親となる「英一少年」役の阿部尚之は、オーディションで選んだ劇団いろはの子役。よく肥えており、同じく太めだった湯浅によると周りから「監督の息子だろう」「身内を主役にした」などと言われたそうである。劇中で英一が描くガメラの絵は、実際にこの子役が描いたもの。
主演俳優は前作に引き続いて本郷功次郎だが、湯浅監督は「怪獣映画での立ち役は怪獣、ガメラが立ち役であって、本郷功次郎さんはどんなに二枚目でも“もたれ役”なんですね。怪獣を目立たせる役目なんだ。ですからあまり印象に残る演技は出来ない。螢雪太郎さんとか、上田吉二郎さんの方が目立つんですよ」と語っている。
「金丸村長」役の上田吉二郎は「怪獣を喰ってやろう」との意気込みだったそうで、湯浅は「一世一代の名演技」と評している。湯浅は大映怪獣映画の特徴として怪獣の顔のアップを積極的に採り入れたと語っているが、上田はアップでガメラと対抗しようとしていたといい、湯浅がNGを出すときにわざと「今の演技、ちょっとガメラに負けてますよ」と言うと「そりゃいかん、もういっぺんやりましょう」と乗りに乗って演技をしてくれたという。
海に浮かんだギャオスの足を検分する巡査役の飛田喜佐夫は、湯浅が子役所属していた児童劇団「カモシカ座」のベテラン俳優。アナウンサー役の森矢雄二は大映技術部長の息子だった俳優で、冒頭のナレーションも担当している。ガメラシリーズでは、アナウンサーはすべて森矢が持ち役として担当している。
- 堤志郎（道路建設技師）：本郷功次郎
- 金丸すみ子（村長の孫娘）：笠原玲子
- マイトの熊（労務者）：丸井太郎
- 青木博士：北原義郎
- 自衛隊中央部司令官：夏木章
- 金丸辰衛門（村長）：上田吉二郎
- 東洋医学研究所員・山田：村上不二夫
- 牧場主：北城寿太郎
- 中日新報記者（後部座席）：仲村隆
- 八公（労務者）：螢雪太郎
- 金丸英一（すみ子の弟）：阿部尚之（劇団いろは）
- 県警本部長：大山健二
- 道路公団開発局長：伊東光一
- 岡部カメラマン：三夏伸
- アナウンサー：森矢雄二
- 地震研究所所長：丸山修
- 記者：津田駿
- 巡査：飛田喜佐夫
- 道路公団地方課長：遠藤哲平
- ホテル・ハイランド支配人：ジョー・オハラ
- 営林署の技師：原田該
- 村人：伊達正、中田勉、槙俊夫
- 中日新報運転手：高見貫
- 中日新報カメラマン：志保京助
- 村人：杉森麟
- 記者：武江義雄
- 労務者：九段吾郎
- 変電所技師：森田健二
- 牧童：河島尚真
- 船員：中原健
- 工員：喜多大八
- 記者：大庭健二
- 労務者：後藤武彦
- 自衛隊副官：井上大吾
- 新幹線の客：隅田一男、高田宗彦
- 村人：米沢冨士雄
- 船員：山根圭一郎
- 車掌：荒木康夫
- 記者：南堂正樹
- 労務者：藤井竜史
- 遊園地の係員：岡郁二
- 工員：花布洋
- 労務者：前田五郎
- 金丸家の婆や：竹里光子
- 地震研究所所員：天地仁美
- 新幹線の客：一条淳子
- 村人：岡田陽子
- ガメラ・村人：荒垣輝雄[注釈 13]
- 道路公団開発局員：西尋子(ノンクレジット)

## スタッフ
- 監督：湯浅憲明（本編・特撮とも）
- 製作：永田秀雅
- 企画：仲野和正
- 脚本：高橋二三
- 音楽：山内正
- 撮影：上原明
- 録音：奥村幸雄
- 照明：久保江平八
- 美術：井上章
- 編集：中静達治
- スチール：椎名勇、塩見俊彦
- 助監督：小林正夫
- 製作主任：川村清

《特殊技術》
- 撮影：藤井和文
- 合成：金子友三
- 照明：熊木直生
- 美術：矢野友久
- 操演：金子芳夫
- 助監督：阿部志馬
- 音響効果：小倉信義
- 怪獣造形・操演：エキスプロダクション

## 主題歌
- 「ガメラの歌」
  - 作詞：永田秀雅
  - 作・編曲：小町昭
  - 唄：ひばり児童合唱団
  - 演奏：大映レコーディングオーケストラ

予告編と本編のエンディングテーマに使用された。バックに前2作と本作品のハイライトシーンが流れるが、これは大映本社の意向だった。海外売りの際に上映時間の規定を満たすための処置で、以後の定番となった。湯浅は「歌にシンクロして画面が出る」というこの趣向を「のちのカラオケ方式」と評している。

## 宣伝興行
本作では「新怪獣ギャオス」のお披露目のため、新聞記者を集めて記者会見が開かれた。永田秀雅によると、記者たちは「この忙しい時にこんなことで呼び出しやがって」と怒ったというが、それでも笑いながら「どこが強いのか」などギャオスに対して質疑応答を行った。当時、人間以外の記者会見は前代未聞だったが、記者たちはこの会見や試写に必ず来てくれたといい、ブーブー言いながらも「ワンカットでいいから出してくれ」などと頼んで来る者もいたという。永田は「それほどみんなに愛された映画です。自分としても『ギャオス』が一番好きです」と語っている。
撮影のためトヨタ自動車から借り出した「切断車両」はスチール撮影にも使われ、すみ子役の笠原が運転台でハンドルを握ったものや、この車両を前にした笠原を下からガメラ、背後からギャオスが囲んだ写真などが宣伝に使われた。
劇場では、入場者特典として「ギャオスグライダー」が配られた。紙製で、切り抜いて飛ばせる新怪獣ギャオスのグライダーの他に、折って組み立てるガメラ、バルゴンも付いた。

## ソノシート
「ガメラの歌」を主題歌として、 キングレコードレーベルで、朝日ソノラマからソノシートが発売された。ガメラ、ギャオスの解剖図解や「大迫力ドラマ」として俳優陣によるオリジナル音声ドラマが収録された。定価300円。

## 漫画化
大映宣伝部とのタイアップで、光文社発行の少年誌『少年』の1967年4月号別冊付録「少年コミックス」に、中沢啓治による漫画が掲載された。この作品はB5判サイズの単行本にされ、公開時に各劇場でも配られた。

## 映像ソフト化
- ビデオ
  - 1990年に発売。
- レーザーディスク
  - 1995年に大映より発売。
- DVD
  - 2001年10月11日発売の「ガメラTHE BOX（1965-1968）」に収録されており、単品版も同時発売[5]。
  - 2006年8月31日発売の「ガメラ 生誕40周年記念Z計画 DVD-BOX」に収録されている。
  - 新しく色彩を整えたDVDは2007年10月26日発売。
- Blu-ray
  - 2009年7月24日発売の「昭和ガメラ ブルーレイBOX I」に収録されており、単品版も同時発売。